# 기치세 히로시
기치세 히로시(일본어: 吉瀬 広志, 1983년 7월 10일 ~ )는 일본의 전 축구 선수이다.

## 구단 경력
과거 콘사돌레 삿포로, 미토 홀리호크, 알비렉스 니가타 싱가포르, 가이나레 돗토리에서 활동하였다.